# Северный полюс-13
Северный полюс-13 (СП-13) — советская научная дрейфующая станция.

## История
Персонал станции СП-13 высажен на лёд 22 апреля 1964 года в 510 км к северо-востоку от острова Врангеля. Официальное открытие станции — 1 мая 1964 года. Начальником первой смены стал А. Я. Бузуев. Вторую смену, приступившую к работе 7 мая 1965 года, возглавил В. Ф. Дубовцев, а третью — 25 апреля 1966 года — Ю. Л. Назинцев и В. С. Сидоров.
В общей сложности научная лаборатория находилась в Арктическом бассейне три года. Начиная с середины ноября 1966 года, она в течение четырёх месяцев дрейфовала вблизи Северного полюса. Такое долгое соседство в зимние месяцы рядом с полюсом сделало наблюдения станции особенно ценными, тем более что до этого подобного опыта не было.

## Первая смена
Начальник — А. Я. Бузуев.
Станция открыта: 22 апреля 1964 г. 73°50' с.ш.; 166°00' з.д.
Официальное открытие: 1 мая 1964 г.
Окончена смена: 31 марта 1965 г. 78°00' с.ш.; 187°20' в.д.
Станция продолжала работу до весны 1967 г.
Личный состав:
- Бузуев А. Я. — начальник
- Белехов Д. Д. — врач
- Морозов А. И. — механик
- Дворак Н. П. — заврадио
- Загорский В. А. — повар
- Улитин В. И. — гидролог-астроном
- Кизино Г. И. — метеоролог-актинометрист
- Пузанов А. П. — аэролог
- Ибрагимов Л. А. — аэролокаторщик
- Струин О. А. — ионосферист
- Костерин И. Н. — ионосферист
- Петров И. И. — ионосферист
- Попов И. К. — радиофизик
- Гаврило В. П. — радиофизик
- Григорьев А. И. — радиофизик
- Черниговский Н. Т. — актинометрист
- Глинский П. Н. — метеоролог-актинометрист
- Шнеер В. С. — магнитолог
- Поляков А. С. — радист
- Лапин О. Э. — аэролог
- Миненко А. И. — аэролог
- Морозов Е. Е. — магнитолог
- Денискин Н. А. — геофизик
- Герасимов Е. А. — геофизик
- Воронин В. А. — геофизик

Жилые и подсобные помещения: домики (11).
Транспорт: трактор Т-38 с волокушей из листовой стали.
Общие сведения:
Продолжительность дрейфа 343 суток.
Дрейф в генеральном направлении со скоростью 2’16 км/сут 740 км; суммарный дрейф со скоростью 6,7 км/сут 2233 км.
Размер льдины при открытии станции — 8000х10 000 м по краям, в конце смены — 6000х4000 м.
Завезено 195 т груза.
Принято 168 самолетов (ИЛ-14, ЛИ-2, вертолет МИ-4).
Всего на льдине побывало 45 человек.

## Вторая смена
Начальник — Дубовцев В. Ф.
Принята смена: 31 марта 1965 г. 78°00' с.ш.; 187°20' в.д.,
окончена смена: 15 апреля 1966 г. 82°10' с.ш.; 133°00' в.д.
Станция продолжала работу до весны 1967 г.
Личный состав:
- Дубовцев В. Ф. — начальник
- Артемьев Г. И. — метеоролог-актинометрист
- Овчинников Л. Ф. — метеоролог-актинометрист
- Мицкевич И. В. — метеоролог-актинометрист
- Галкин Р. М. — магнитолог-астроном
- Комаров А. П. — аэролог
- Макурин Н. Б. — аэролог
- Виноградов Е. Я. — аэролог
- Демидов Е. Я. — аэролог-локаторщик
- Беляев Б. М. — аэролог-локаторщик
- Овсянников В. Л. — ионосферист
- Селиванов А. П. — ионосферист
- Иванов Б. И. — ионосферист
- Дубко О. Д. — гидролог
- Лебедев Г. А. — радиофизик
- Поляков А. П. — радиофизик
- Федоринчик Л. А. — радиофизик
- Романов В. Н. — радиофизик
- Пронин И. И. — механик
- Грызилов Л. В. — механик
- Терентьев В. И. — заврадио
- Лебедев А. А. — радиотехник
- Данилевский В. И. — врач
- Боровский Н. С. — механик
- Коршунов М. П. — механик
- Суриков Б. П. — повар
- Барданов Н. В. — электромеханик

Жилые и подсобные помещения: жилые домики (11).
Транспорт: трактор Т-38 с бульдозерным устройством; волокуша тракторная; гладилка аэродромная.
Общие сведения:
Продолжительность дрейфа 380 суток.
Дрейф в генеральном направлении со скоростью 2’06 км/сут 780 км; суммарный дрейф со скоростью 4,74 км/сут 1800 км.
Размер льдины в начале смены — 6000х4000 м' в конце смены — 1300х800 м 9 мая 1965 г. лед на территории лагеря дал трещину, лагерь перебазировался на новое место на этой же льдине. В декабре большие подвижки и разломы.
Завезено 288 т груза.
Принято 190 самолётов (ИЛ-14, АН-2, ЛИ-2).
Всего на льдине побывало 69 человек.

## Третья смена
С апреля по ноябрь начальник — Назинцев Ю. Л., с ноября по апрель начальник — Сидоров В. С.
Принята смена: 15 апреля 1966 г. 82°10' с.ш.; 133°00' в.д.
станция закрыта: 17 апреля 1967 г. 87°52' с.ш.; 02°00' з.д.
Личный состав:
- Назинцев Ю. Л. — начальник (с апреля по ноябрь)
- Сидоров В. С. — начальник (с ноября по апрель)
- Меньшов Ю. А. — метеоролог-актинометрист
- Корженевский И. А. — аэролог
- Напойкин Ю. И. — аэролог
- Баргман Л. С. — врач
- Карелин И. Д. — океанолог-астроном
- Николаев С. Е. — ледоисследователь
- Струин Ю. А. — ионосферист
- Петров О. А. — геофизик
- Иванов В. П. — магнитолог-астроном
- Минин Р. Г. — заврадио
- Богомолов А. А. — радиотехник
- Липаткин Е. В. — повар
- Усов В. Б. — метеоролог-актинометрист
- Руденя Г. К. — ледоисследователь
- Бондаренко В. Ф. — локаторщик
- Никитин Б. П. — ионосферист
- Прокопьев В. Е. — механик
- Барданов Н. В. — механик
- Лебедев Г. А. — гидрофизик
- Поляков А. П. — гидрофизик
- Суслов Ю. Н. — гидрофизик
- Лобанов Н. И. — гидрофизик
- Зуев В. А. — локаторщик
- Быков А. Ф. — механик
- Пронин И. И. — гидрофизик
- Романов В. П. — гидрофизик
- Зорин И. А. — член экипажа самолета АН-2
- Панов В. Д. — член экипажа самолета АН-2
- Рейхштадт Ю.В — член экипажа самолета АН-2
- Павлов В. Г. — член экипажа самолета АН-2
- Москалец В. И. — член экипажа самолета АН-2

Жилые и подсобные помещения: жилые домики (9).
Транспорт: трактор Т-38.
Общие сведения:
Продолжительность дрейфа — 367 суток.
Дрейф в генеральном направлении со скоростью 2’85 км/сут 1045 км; суммарный дрейф со скоростью 5,1 км/сут 1886 км.
25 сентября лед на территории лагеря дал большие трещины, размер льдины в начале смены 250х200м' в октябре станцию перенесли на льдину бывшей «СП-13ф».
Завезено 130 т груза.
Принято 130 самолетов (ИЛ-14, АН-2, АН-12).
Всего на льдине побывало 52 человека.

## Северный полюс-13Ф
Дрейфующая станция, созданная в интересах ВМФ СССР, и числившаяся филиалом СП-13. Станция предназначалась в первую очередь для опытов по обнаружению подводных лодок противника по акустическим шумам и для установки акустических маяков в целях ориентации своих подводных лодок подо льдом.
Начальник — Сидоров В. С.
Станция открыта: 3 апреля 1965 г. 78°02' с.ш.; 166°33' в.д.
станция закрыта: 14 октября 1966 г. 87°50' с.ш.; 133°01' в.д.
Личный состав:
- Сидоров В. С. — начальник
- Бушуев А. В. — ледоисследователь
- Лощилов В. С. — океанолог
- Совалков Л. И. — океанолог
- Морозов П. Т. — океанолог
- Боровский Н. С. — механик
- Барданов П. В. — механик
- Дедушкин Н. А. — океанолог
- Сорокин П. В. — заврадио
- Мицкевич В. И. — метеоролог
- Кокоулин В. И. — метеоролог
- Гайцхоки Б. Я. — радиофизик
- Тихонов Ю. П. — радиофизик
- Пронин И. И. — радиофизик
- Шалыгин А. М. — радиофизик
- Григорьев А. М. — радиофизик
- Хохлов Г. П. — радиофизик
- Канаки Б. В. — радиофизик
- Манин В. И.  - механик
- Группа Афанасьева В. П. и экипаж самолета АН-2

Жилые и подсобные помещения: домики ПДКО (16).
Транспорт: трактор Т-38.
Общие сведения:
Продолжительность дрейфа — 559 суток.
Дрейф в генеральном направлении со скоростью 2’74 км/сут 1390 км; суммарный дрейф со скоростью 6,32 км/сут 3412 км.
Размер льдины при открытии станции — 4000х3000 м, при закрытии — 1600х1400 м.
Завезено 931 т груза.
Принято 583 самолета (ИЛ-14, АН-2, вертолет МИ-4).
Всего на льдине побывало 80 человек.